# Ilustração científica

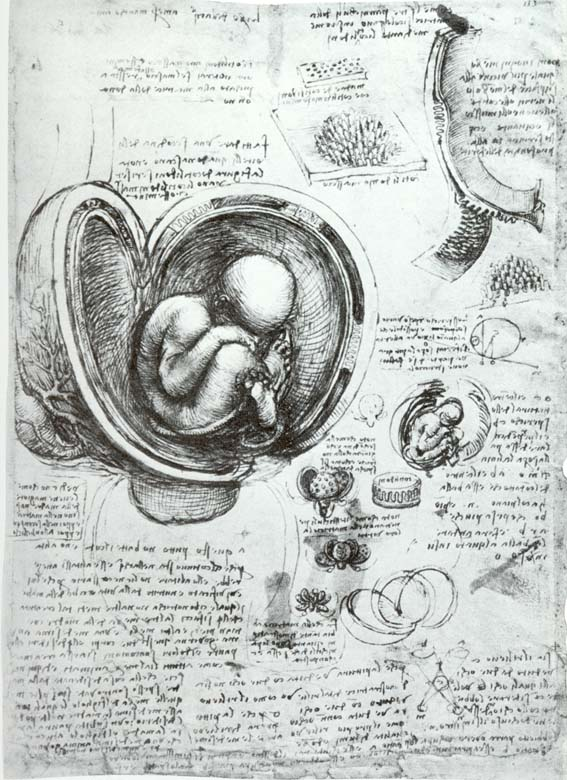
Estudos de Embriões (1510-1513), Leonardo da Vinci.

Ilustração científica é a componente visual da divulgação das Ciências. À primeira vista parece ter o enfoque na riqueza e precisão da informação visual, porém não é sinônimo de ilustração hiper-realista, pois é também ilustração científica o desenho das espirais do DNA, ou um esquema dos ciclos vitais da natureza ou de uma rede alimentar.
Ainda que na maioria das publicações utilizem ilustrações descritivas, ao se estudar os comportamentos animais, por exemplo, as ilustrações narrativas são também científicas.
Elas são encontradas principalmente em livros e revistas de ciência. Mas pode ser encontradas também até estampadas em rótulos de alguns produtos da farmacopéia ou em material didático. Na história da ilustração, considera-se que a ilustração científica teve o seu início a partir do Renascimento (século XVI e XVII), pois até a Idade Média eram copiadas sucessivamente e por isso perdiam sua credibilidade e rigor. Além do mais, apenas com o surgimento da imprensa, da invenção do microscópio e do desenvolvimento das Ciências, ditas modernas, surgiram as condições ideais para a divulgação científica se fazer também por imagens.
Muitos dos ilustradores que trabalham nessa área tendem a se especializar em um dos ramos da Ciência, já que as técnicas utilizadas exigem rigor técnico e um bom conhecimento científico do que precisa ser ilustrado. 
A técnica do desenho ou pintura hiper-realista e o uso de fotografia é comum na ilustração científica.  
Com a difusão e desenvolvimento das revistas científicas e do design de jornais, tem sido um dos aspectos importantes da infografia.

## Personalidades relevantes
- Claudius Galenus (130 Ac. -c. 200)
- Mondino de Liuzzi (c. 1275 - 1326)
- Albrecht Dürer (1471 - 1528)
- Leonardo Da Vinci (1452 - 1519)
- Andreas Vesalius (1514 - 1564)
- Carolus Linnaeus (1707 - 1778)
- George Best (1705 - 1789)
- Georges-Louis Leclerc (1707 - 1788)
- Augustus Earle (1793 - 1838)
- Conrad Martens (1801 - 1878)
- John James Audubon (1785 - 1851)
- Frank H. Netter (1906 - 1991)

## Obras relevantes
- De Humani Corporis Fabrica
- A Viagem do Beagle
- Gray's Anatomy

## Ilustradores científicos no Brasil
O Instituto Biológico manteve uma Seção (ou Serviço) de Desenho ativa até 1990, com um quadro de desenhistas dedicados a apoiar o trabalho de pesquisadores e desempenhar serviços de “representação científica”. A lista abaixo corresponde a alguns destes desenhistas, listados no acervo do Museu da instituição.
- Joaquim Franco de Toledo (1905 - 1952)[2][3]
- Juventina dos Santos (1913 - 1978) [2]
- Lilly Althausen (1890 - 19__)[2]
- Lilly Ebstein Lowenstein (1897- 1966)[2][4]
- Noêmia Saggese (1909 - 19__)[2]
- Antonio Reynaldo Mazza (1906 - 1944)[2]
- Isabel Liselotte Pfister (1928 - 19__)[2]
- Jacyra Pereira de Campos (1903 - 19__)[2]